# Ломки (Островський район, Костромська область)
Ломки (рос. Ломки) — присілок в Островському районі Костромської області Російської Федерації.
Населення становить 391 особу. Входить до складу муніципального утворення Клеванцовське сільське поселення.

## Історія
Від 1944 року населений пункт належить до Костромської області.
Від 2007 року входить до складу муніципального утворення Клеванцовське сільське поселення.

## Населення
| 2008 | 2010 | 2014 |
| ---- | ---- | ---- |
| 418  | ↘342 | ↗391 |